# 127

## Починали
- Плутарх, античен гръцки писател